# Santuario de la Encarnación (Carrión de Calatrava)

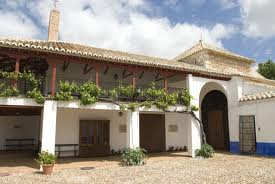
Vista interna del patio del santuario

El santuario de Nuestra Señora de la Encarnación está construido a 6 kilómetros de Carrión de Calatrava. Está muy cerca del antiguo castillo de Calatrava la Vieja, cuna de la orden de Calatrava. Aquí está la Virgen de la Encarnación, patrona de Carrión, guardada pero a vista de todos, hasta el Domingo de Resurrección, que es llevada al  pueblo de Carrión donde permanece durante 40 días

## Historia
Es un edificio de origen musulmán, con unos 1000 años de antigüedad. Debió ser una mezquita en época musulmana como lo atestigua un arco de herradura con alfiz situado en la fachada norte de la iglesia del santuario. Sobre esta mezquita se erigió la primitiva capilla de Nuestra Señora de los Mártires y a su alrededor un cementerio donde reposaban los restos de los calatravos muertos tras la batalla de Alarcos.
En el siglo XVII se describe - visita de 1635 - la iglesia dedicada a Santa María de los Mártires, el cuarto del santero y la ermita de Santa Catalina (ahora llamada "cuarto de los mártires").
Posteriormente - sobre 1700 - la iglesia santuario se dedica a Nuestra Señora de la Encarnación de los Santos mártires de Calatrava la Vieja. Ya en el siglo XIX el Santuario se completa con los edificios actuales.
Es un edificio de claro sabor manchego muy cuidado y querido por los carrioneros. A su alrededor, arboledas, servicios, barbacoas, bar, facilitan la estancia en romerías y días de campo.
En la nave central se encuentra la iglesia donde se da la misa en determinados días del año, en el altar se encuentra la imagen de nuestra señora de la encarnación (patrona de carrión), aunque la imagen de la virgen preside la iglesia hay otra imagen de un ángel con un niño.
Muchos de los mayores de la zona aseguran que el rey de España, dijo a los calatravos que si ganaban la batalla de calatrava la vieja les regalaría una iglesia dedicada a la virgen de los mártiles allá por el siglo VII.
El santuario es famoso por los numerosos exvotos de cera que custodia ofrendados a la Virgen de la Encarnación.

## Distribución de galerías y habitaciones

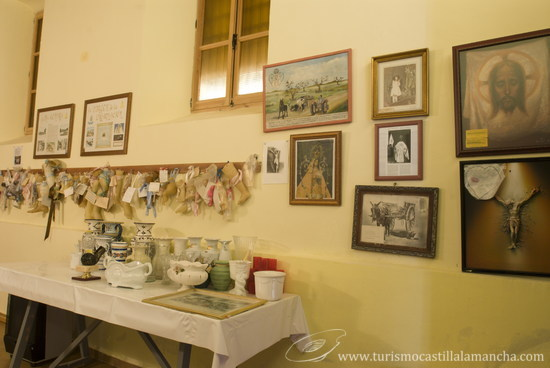
sala de ofrendas a la virgen

Se articula con un patio central, alrededor del cual se distribuyen las distintas dependencias. Iglesia y galería de "los milagros" u ofrendas y sacristía-camarín. El ala norte del patio es porticada con galerías de poste y carrera en planta baja y alta. A estas galerías se abren habitaciones, la cocina y el salón-comedor en la planta alta. El lado sur del patio está ocupado por el cuarto de "los mártires" y las habitaciones del santero. El lado este da acceso a otras dependencias y almacén y el oeste lo ocupa una galería en planta baja y el salón comedor en la planta alta.
El santuario también es utilizada para alquilar habitaciones durante la romería, que se subastan en un acto donde también se sortean otros artículos todos relacionados con la patrona.
Además durante los días previos a sábado santo en el santuario se deja ver a los mayores de 18 años como visten a la virgen.

## Fiestas

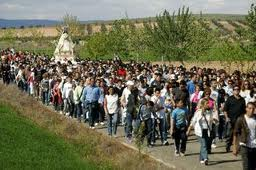
traslado de la virgen hacia la ermita

Alrededor del santuario se celebran 3 fiestas:
- Carreras de Carrión: es una carrera que se recorre rodeando calatrava la vieja y el santuario
- Salida de la Virgen de la Encarnación: el domingo de resurrección cientos de personas se reúnen en el santuario para llevar a hombros a paso de trote a la Virgen de la Encarnación hasta Carrión
- Romería de la Virgen de la Encarnación: Se celebra el domingo de la Ascensión (el domingo anterior, domingo VI de Pascua, tiene lugar la Procesión General por las calles del pueblo). El día de la Romería la imagen de la Virgen regresa a su Santuario tras haber permanecido 6 semanas en el templo parroquial de Santiago Apóstol en Carrión

## Galería de imágenes

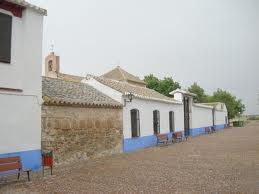
otra vista del santuario enfocando a el cuarto de los mártires
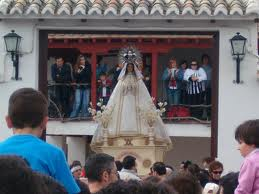
virgen de la encarnación saliendo del santuario
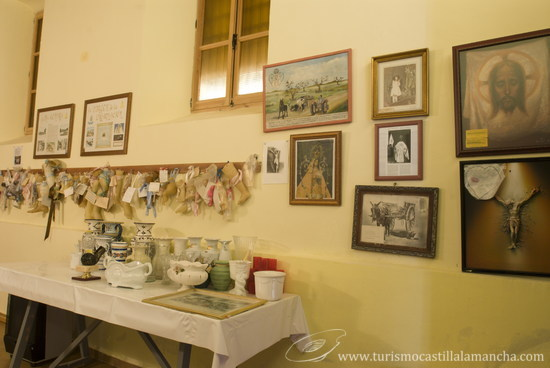
sala de ofrendas  a la virgen de la encarnación
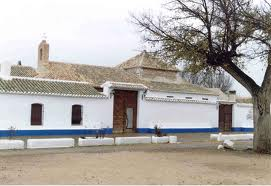
otra vista del santuario
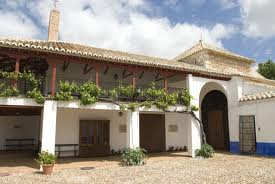
fachada del patio decorada con parras colgadas
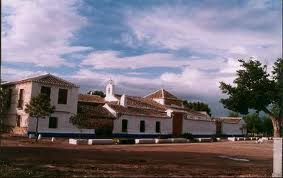
vista completa del santuario